# Aapo Sääsk
Aapo Sääsk, född 22 mars 1943 i Estland, är en svensk företagare och sångtextförfattare, bosatt i Stockholm. En av hans mest kända låtar är Just idag är jag stark.
Sääsk kom till Sverige redan 1944. Han har akademisk grundexamen från universitetet Brown i USA och  examina från svenska universitet.[källa behövs] Han har grundat flera företag baserat på egna och andras uppfinningar och varit rådgivare åt entreprenörer.[källa behövs] Teknikutveckling i egna företag har tidigare bland annat skett i samarbete med andra företag, såsom ABB och Electrolux,[källa behövs] och har till stor del finansierats av nyemissioner till allmänhet.
Aapo Sääsk har grundat och är delägare i Scarab Development AB, HVR AB och Xzero AB. Sääsks företag påstås arbeta med framställning av rent vatten och förnybar energi.[källa behövs] Företagen och dess företrädare har fått kritik för att under många år täcka förluster med kapital från investerare, med löfte om börsintroduktioner som inte blir av. Han har också grundat Swedish Sustainablility Foundation.
Han har skrivit ett antal sångtexter, bland annat till Kenta Gustafssons "Just idag är jag stark" år 1979. Låten har senare kommit att förknippas med Hammarby IF och har sedan 2003 spelats som inmarschlåt på Hammarbys hemmamatcher.
Han har också skrivit bloggartiklar på sitt företags webbplats om finansiering av tillväxtföretag.

## Låtar i urval
Aaapo Sääsk är enligt Svensk Musik/Stim textförfattare till följande låtar:
- Ett ödsligt rum, musik Kenta Gustafsson och Bosse Rosendahl
- Jag vill aldrig dö, musik: Kenta Gustafsson och Bosse Rosendahl
- Just idag är jag stark, musik Kenta Gustafsson
- Luffarn, musik: Kenta Gustafsson
- Somna min vän, musik: Kenta Gustafsson
- Tidigt en morgon, musik Kenta Gustafsson
- Världen är vår, musik: Kenta Gustafsson
- Ödet, musik: Kenta Gustafsson och Bosse Rosendahl